# یواس‌آرسی ساوت کارولینا
یواس‌آرسی ساوت کارولینا (به انگلیسی: USRC South Carolina) یک کشتی بود که طول آن N/A بود. این کشتی  در سال ۱۷۹۳ ساخته شد.